# Château de Mura
Le château de Mura (en italien : Castel di Mura) est un site archéologique situé dans le hameau de Lancisa, une frazione de San Marcello Piteglio, dans la province de Pistoia, en Toscane,.
C'est une structure militaire datant de l'époque médiévale, située sur le Monte Castello. Elle faisait partie du système défensif médiéval situé aux confins de la république de Lucques, du duché de Modène et de la commune de Pistoia qui faisait partie de la république de Florence.

## Historique

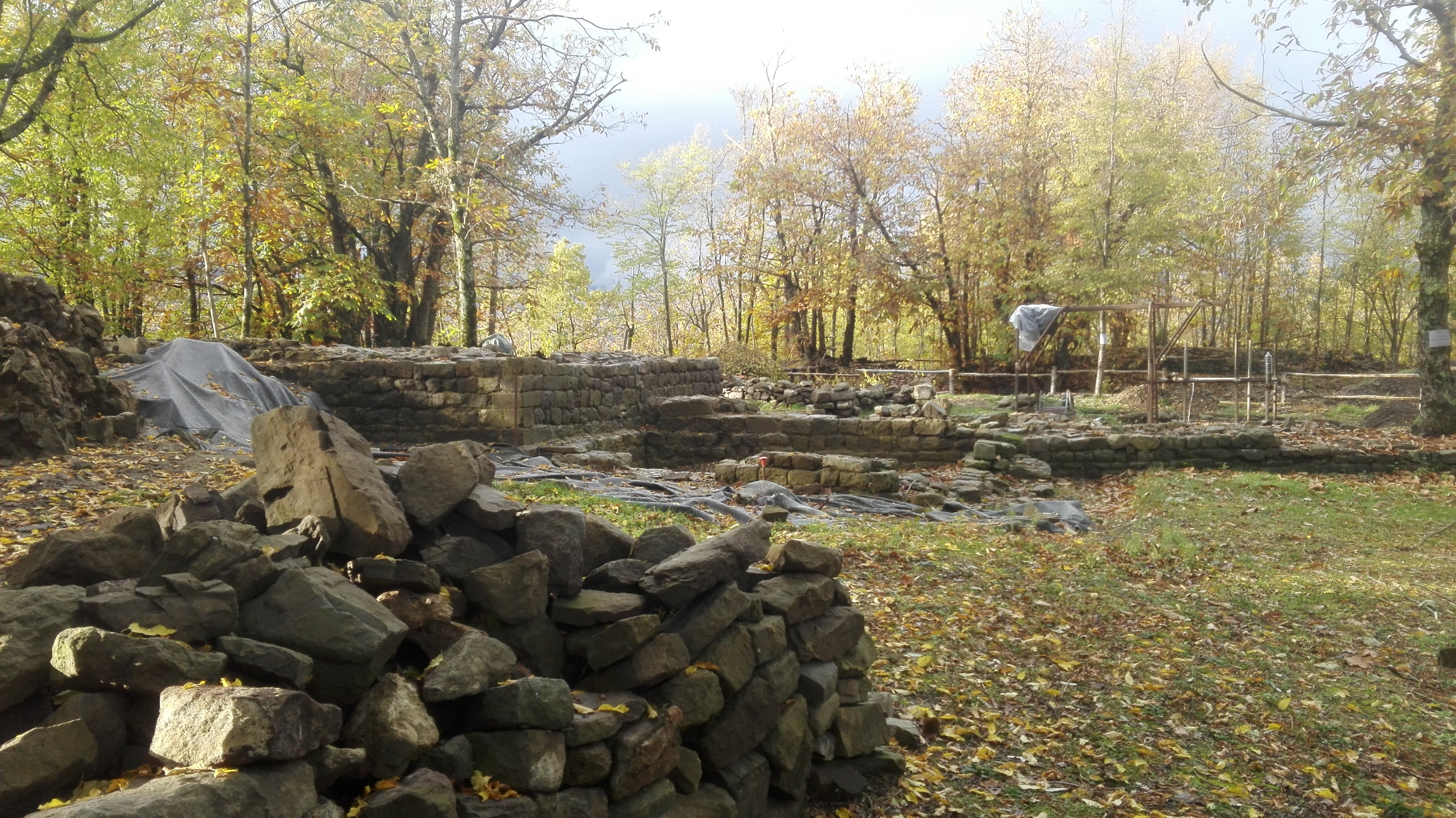
Site des fouilles de Castel di Mura.

Construite au XIIIe siècle, la forteresse fut renforcée au milieu du XIVe siècle. Ce fut le théâtre d'affrontements répétés entre Pistoia, Lucques et Florence. L'événement de 1303 est connu lorsque le côté blanc de Pistoia attaqua le côté noir de Lucques, mais fut vaincu et perdit 200 hommes. En 1330, ils y furent tués traîtreusement par Jacopo et Tommasino de'Tredici (fils de Filippo Tedici), Masino di ser Orlando, Como d'Antonio et d'autres des montagnes de Pistoia. 
La forteresse fut le siège de la capitainerie de la Montagne de 1377 à 1512, année où la commune de Lizzano (qui hébergeait la structure) perdit le droit de siège de cette magistrature en raison d'un événement malheureux. Durant cette période, le capitaine résida au château pendant quatre mois, en alternance avec San Marcello Pistoiese et Cutigliano. 
Dans la première moitié du XIXe siècle, elle fut démolie pour la reconstruction de l'église paroissiale de Santa Maria Assunta, perdue lors du désastreux glissement de terrain de la ville en 1814. Pendant la phase de formation de la Commune de Lancisa et Spignana (1507-1551), le château devint partie intégrante de ce corps nouvellement constitué, mais peu de temps après, il revint à Lizzano.

### Fouilles archéologiques
Grâce aux activités de l'association Valle Lune, fondée en 2010, les administrations locales de la région ont lancé en 2015 un projet de récupération des ruines du château. La municipalité de San Marcello Piteglio a obtenu une concession du ministère du Bien culturel pour y mener des recherches archéologiques. Les fouilles ont mis au jour de nombreux vestiges de l'établissement fortifié médiéval : les ruines des murs d'enceinte avec les tourelles avancées, une tour démolie et la citerne presque intacte.